# Blues rezervata
Blues rezervata je garažni bluz rok bend iz Kruševca, Srbija formiran u maju 2003. Članovi grupe su Dušan Milutinović (gitara), Nemanja Vidojević (bubnjevi, zvuk) i Vladica Radojević (tekstovi, gitara, vokal).
Grupa je dobila ime po naslovu romana američkog Indijanca Šermana Aleksija.
Prvi nastup benda dogodio se 10. jula 2003. na „Hajneken“ festivalu u Zenici, gde su nastupili sa Bogoljubom Radomirovićem Bobom na bubnjevima, dok je Vidojević, današnji bubnjar benda, svirao bas gitaru. Od tada grupa izvodi autorske kompozicije jasno i prepoznatljivo zasnovane na garažnom roku i gitarskom bluz-roku, sa tekstovima na srpskom jeziku. Od 2004. bend nastupa kao trojka, u postavi dve gitare i bubnjevi (bez basa).
Krajem 2005 i početkom 2006 grupa snima demo materijal koji je sadržao devet pesama i bio naslovljen kao „Naftne platforme“, po jednoj od numera sa materijala. Neke kompozicije su emitovane na radio-stanicama u Srbiji i Bosni i Hercegovini i, mada je grupa dobila dobre kritike za taj materijal, album nikad nije zvanično objavljen, već je podeljen prijateljima kao izdanje ad-hoc nezavisne izdavačke kuće nazvane "Ajme meni! records", formirane od strane članova benda.
... 
ovaj grad je mumija, mumija.
Nema nigde nikoga,
osim ovog putnika, 
čeka svoj voz, već satima.
Zbunjen je i umoran, 
traži mir na šinama,
traži svoju dušu u prljavim vagonima.— „Poznajem ovog putnika“, iz neobjavljenog albuma - 2006. godine
U međuvremenu su nastavili da sviraju i spremali materijal za sledeći album.
Zbog poslovnih i porodičnih obaveza, tek početkom 2011. bend је snimio singlove „Memljivi blues“ i „Kakav poljubac!“, što je bio uvod u snimanje novog albuma. Avgusta 2012, nakon nekoliko nastupa po manjim rok klubovima, grupa sa Zdenkom Franjićem, poznatim nezavisnim izdavačem iz Zagreba (Majke, Messerscmith, Satan Panonski, Pokvarena mašta, Goribor...), koji je tada boravio u Srbiji, dogovora izdavanje autorskog albuma za njegovu izdavaču kuću „Slušaj najglasnije“.
Album je snimljen krajem 2012. i početkom 2013. u Kruševcu, u studiju „Ptica“. Naslovljen je kao „Kamen duša žica“. Uz dva ranije snimljena singla: "Memljivi blues" i "Kakav poljubac!", sadrži još osam pesama. Snimatelj je bio Zoran Vasić, klavijaturista benda „ZAA“, a producenti su bili Vasić i članovi grupe. Autor fotografija za omot albuma bio je Mladen Nikolić.
Album "Kamen, duša, žica" je prvi put predstavljen na nacionalnoj frekvenciji 14. februara 2013. u emisiji Demo ekspres Beograda 202, kada su emitovane pesme: „Licemerni anđeo“, „Rezervat“ i „Memljivi blues“ Početkom marta "Blues rezervata" snima spot za pesmu "Rezervat", koji se krajem istog meseca emituje na MTV-ju (u emisiji "Domaći zadatak") i na još nekoliko tv stanica u Srbiji. Muzički portali iz Srbije i regiona objavljuju tekstove o bendu i recenzije albuma. 21. aprila sastav je održao promociju izdanja u beogradskom klubu "Blue Moon". 18. oktobra bend izdaje drugi singl, za pesmu "U potrazi za Nenom", koji prati i spot u kome glavnu ulogu glumi underground pesnikinja Marija Krsmanović. Video je emitovan na velikom broju televizija u Srbiji i na brojnim internet portalima.
Nakon dvadesetak nastupa u Srbiji i Hrvatskoj, bend je 2015. godine pristupio snimanju novog albuma. Album je snimljen u sopstvenoj produkciji u "Reservation Power" studiju u Kruševcu. Naslovljen je sa "Evo ti ritam!" i na njemu je osam novih kompozicija, koje se žanrovski mogu opisati kao čisti garažni rok. Izdavač albuma je "Take it or leave it" iz Beograda, najstariji aktivni srpski nezavisni izdavač. Prvi zvanični singl sa albuma je pesma "Pun", za koju je snimljen nezvanični video, dok je prvi zvanični video snimljen za pesmu "Bez dinara u džepu". Album "Evo ti ritam" zvanično je izašao 18. marta 2016.Rockomotiva, pristup 18. mart 2016</ref>}}
Živimo za svoje, autorske kompozicije, u koje ugrađujemo ono najgore što život pruža, ali, prerađeno, ono najbolje što nosimo u sebi.— Blues rezervata - 2011.

## Spoljašnje veze
- Myspace: Blues Rezervata, 22. decembar 2006, pristup 23. februar 2013
- Rock Serbia.net: Profili - Autorski bendovi: Blues Resrevata, pristup 24. februar 2013
- KruNet: Rock maraton za doček Srpske Nove godine, 11. januar 2011, pristup 24. februar 2013
- Grad Kruševac: „Preko smeća do Cveća“, Ivan St. Riyinger, pristup 12. mart 2013
- pristup 21. januar 2014